# Associazione Polisportiva Savoia 1908 1975-1976
Questa voce raccoglie le informazioni riguardanti il Savoia nelle competizioni ufficiali della stagione 1975-1976.

## Stagione
La stagione 1975-1976 fu la 54ª stagione sportiva del Savoia.
Serie D 1975-1976: 8º posto

## Divise
| Casa | Trasferta | Portiere |

## Organigramma societario
Area direttiva
- Presidente:  Gioacchino Coppola

Area organizzativa
- Segretario generale: Giuseppe Sasso

Area tecnica
- Allenatore:  Nicola D'Alessio Monte poi
 Scognamiglio dalla 4ª poi
 Vitali dalla 7ª poi
 Guido Vivarelli  dalla 26ª poi
 Nicola D'Alessio Monte  dalla 28^

## Rosa
| N. |                   | Ruolo | Calciatore        |
| -- | ----------------- | ----- | ----------------- |
|    | Italia (bandiera) | P     | Cancellieri       |
|    | Italia (bandiera) | P     | Carlo De Amicis   |
|    | Italia (bandiera) | D     | Ciro Vesce        |
|    | Italia (bandiera) | C     | Giuseppe Peviani  |
|    | Italia (bandiera) | A     | Gustavo Valeri    |
|    | Italia (bandiera) | A     | Guido Vivarelli   |
|    | Italia (bandiera) |       | Affabile          |
|    | Italia (bandiera) |       | Amantini          |
|    | Italia (bandiera) |       | Barbato           |
|    | Italia (bandiera) |       | Nicola Campolongo |
|    | Italia (bandiera) |       | Capone            |
|    | Italia (bandiera) |       | Michele Caputo    |
|    | Italia (bandiera) |       | Cucchi            |
|    | Italia (bandiera) |       | De Fenza          |
|    | Italia (bandiera) |       | Esposito          |

| N. |                   | Ruolo | Calciatore               |
| -- | ----------------- | ----- | ------------------------ |
|    | Italia (bandiera) |       | Mario Fattorusso         |
|    | Italia (bandiera) |       | Flavio Frank             |
|    | Italia (bandiera) |       | Lucio Lambiase           |
|    | Italia (bandiera) |       | Salvatore Malacario      |
|    | Italia (bandiera) |       | Martino                  |
|    | Italia (bandiera) |       | Mendicini                |
|    | Italia (bandiera) |       | Fausto Montresor         |
|    | Italia (bandiera) |       | Oliviero                 |
|    | Italia (bandiera) |       | Oppezzo                  |
|    | Italia (bandiera) |       | Giuseppe Orilio          |
|    | Italia (bandiera) |       | Raffaele Riso (capitano) |
|    | Italia (bandiera) |       | Savignano                |
|    | Italia (bandiera) |       | Sgambati                 |
|    | Italia (bandiera) | C     | Piacente                 |
|    | Italia (bandiera) |       | Zottoli                  |

## Calciomercato
| Acquisti | Acquisti | Acquisti | Acquisti   |
| R.       | Nome     | da       | Modalità   |
| -------- | -------- | -------- | ---------- |
|          |          |          | definitivo |

| Cessioni | Cessioni | Cessioni | Cessioni   |
| R.       | Nome     | a        | Modalità   |
| -------- | -------- | -------- | ---------- |
|          |          |          | definitivo |